# ازگی مولا
مرجان ازگی مولا (به ترکی استانبولی: Mercan Ezgi Mola؛ زادهٔ ۲۹ مارس ۱۹۸۳) هنرپیشه اهل ترکیه است. وی از سال ۱۹۹۸ میلادی تاکنون مشغول فعالیت بوده‌است.
از فیلم‌ها یا برنامه‌های تلویزیونی که وی در آن نقش داشته‌است می‌توان به خویشاوندان پدربزرگم اشاره کرد. همچنین او سال ۲۰۲۰ در نقش «صفیه» در سریال آپارتمان بی‌گناهان به ایفای نقش پرداخت.

## جنجال‌ها
در آگوست ۲۰۲۰، مولا از یک سرباز ترک به نام موسی اورهان انتقاد کرد که با وجود متهم شدن به تجاوز جنسی در سیرت، از زندان آزاد شد و قربانی کرد او یعنی ایپک ار، در بیمارستان درگذشت. در ژوئن ۲۰۲۱، هم وکیل اورهان و هم دفتر دادستان عمومی علیه مولا به «اتهام توهین با پیام صوتی، نوشتاری و تصویری» شکایت کردند و خواستار مجازات حبس تا ۲ سال و ۴ ماه شدند.

## فیلم شناسی
|    | سال       | نقش    | فیلم               | نوع             |
| -- | --------- | ------ | ------------------ | --------------- |
| ۱  | ۲۰۰۰      |        | Karate Can         | سریال تلوزیونی  |
| ۲  | ۲۰۰۲      |        | منو فراموش نکن     | سریال تلویزیونی |
| ۳  | ۲۰۰۳      |        | مقام سلطان         | سریال تلویزیونی |
| ۴  | ۲۰۰۴      | گلزار  | مرد نامرئی         | سریال تلویزیونی |
| ۵  | ۲۰۰۴      | سلن    | قدم های سریع       | فیلم تلویزیونی  |
| ۶  | ۲۰۰۵      | برّاک   | مشاغل سازمان یافته | فیلم            |
| ۷  | ۲۰۰۵-۲۰۰۶ | گولای  | Hirsiz Polis       | سریال تلویزیونی |
| ۸  | ۲۰۰۶      | آهو    | زن زندگیمی         | فیلم            |
| ۹  | ۲۰۰۶      | پرستار | Hokkabaz           | فیلم            |
| ۱۰ | ۲۰۰۷      | حیریه  | به غیر از تو       | سریال تلویزیونی |
| ۱۱ | ۲۰۰۸      | کزو    | سخت نگیر           | سریال تلویزیونی |
| ۱۲ | ۲۰۰۸      | اسرا   | کلاس               | سریال تلویزیونی |
| 13 | 2013      | جرن    | جلال و جرن         | فیلم            |